# Taiji (Wakayama)
Taiji (Japans: 太地町, Taiji-cho) is een gemeente in het district Higashimuro van de prefectuur Wakayama.
Op 1 oktober 2004 had de gemeente 3623 inwoners en een bevolkingsdichtheid van 646,96 inw./km². De oppervlakte van de gemeente bedraagt 5,96 km².

## Dolfijnenslachting
De jaarlijkse dolfijnenslachting in een verborgen en bewaakte baai ("The Cove") te Taiji is aan het licht gebracht door de oscarwinnende documentairefilm The Cove. Sinds de documentairefilm uitgebracht is in 2009 zijn er tal van activisten van over heel de wereld naar Taiji afgezakt om te protesteren of om een kijkje te nemen. Als gevolg van de toenemende stroom aan activisten is er sinds juli 2011 een team van de plaatselijke politie om de vrede tussen de bewoners van Taiji en de toestromende activisten te bewaren.